# عمادالدوله دیلمی
علی دیلمی ملقب به عمادالدوله و مُکَنّیٰ به ابوالحسنی فرزند بویه، پایه‌گذار سلسلهٔ آل حسنی (بوییان) در فارس بود.
وی در ابتدا وارد خدمت سامانیان و نصر دوم سامانی شد و در زمره نزدیکان وی درآمد. سپس وی به ماکان کاکی پیوست که از سوی سامانیان بر گرگان و ری حکومت می‌راند. (حدود سال ۹۲۸ (میلادی)) شاید وی این کار را به پیشنهاد نصر انجام داده باشد. به هر حال او شروع به حرکت برای تصاحب مناصب مهم قدرت در نزد ماکان کرد و موفق شد به همراه برادرانش حسن و احمد مناصب ارتشی به دست آورد. با این وجود در سال ۹۳۰ (میلادی) ماکان ضد سامانیان شورش کرد و خراسان را گرفت، اما او از طرف دیگر مورد حمله زیاریان و مردوایچ قرار گرفت و مجبور به تسلیم طبرستان شد؛ بنابراین علی و برادرانش به مقابل با مرداویچ شتافتند که قصد تصرف کوه‌های جنوب البرز و قزوین را داشت. کمی بعد مردوایچ حکومت کرج را به علی داد. کرج شهری مهم بود که به نظر می‌رسد منظور کرج ابودلف نزدیکی آستانه شازند اراک امروزی باشد. هنگامی که علی در راه کرج در ری توقف کرد العمید وزیر مرداویج وی را از توطئه زیاریان برای نابودی وی آگاه ساخت. او با سرعت ری را ترک کرده و به کرج رسید.
علی بن بویه دیلمی ملَقَّب به عمادالدوله، به همراه دو برادر کوچک‌تر خود، رکن الدین حَسن و مُعزُّالدوله احمد، در ابتدای قیامِ داعیان علوی در گیلان و طبرستان به خدمت ماکان دیلمی و سپس مرداویچ بن زیار پیوستند. علی از طرف مرداویچ فرماندار کرج شد ولی در سالیان بعد با مرداویچ اختلافاتی پیدا کرد که منجر به جنگ بین دو طرف شد. با مرگ مرداویچ در سال ۳۲۳ (قمری)، عمادالدوله کرمان را فتح کرد و بدین ترتیب با تسخیر فارس و کرمان و نواحی اطراف، دولت عباسی، کلیّهٔ متصرفات خود را در ایران از دست داد.
در سال ۳۲۹ (قمری)، عمادالدوله در حین قلع و قمع مخالفان خود، تا طبرستان پیش رفت و بعدها موفق به تسخیر خوزستان نیز شد. علی عمادالدوله در سال ۳۳۷ (قمری) به سختی مریض شد و کارها را به برادر زاده اش فناخسرو ملقّب به عضدالدوله واگذاشت و خود در سال ۳۳۸ (قمری) درگذشت. گفته شده‌است که عمادالدوله با مردم با مهربانی رفتار کرد و بساط عدل و انصاف را در قلمرو خویش گستراند. همدستی او با سامانیان برای نابودی آل زیار که اصالت ایرانی (گیل و دیلم) داشتند برای رسیدن به حکومت قضاوت در مورد وی را دچار تردید می‌کند.

## پیوندهای وابسته
- آل بویه